# Csaroda
Csaroda là một thị trấn thuộc hạt Szabolcs-Szatmár-Bereg, Hungary. Thị trấn này có diện tích 24,68 km², dân số năm 2010 là 584 người, mật độ 24 người/km².